# Arpheuilles-Saint-Priest
Arpheuilles-Saint-Priest è un comune francese di 350 abitanti situato nel dipartimento dell'Allier, della regione dell'Alvernia-Rodano-Alpi. Il comune è il risultato della fusione dei due antichi comuni di Arpheuilles e di Saint-Priest-en-Marcillat, avvenuta nel 1842.

## Società

### Evoluzione demografica
Abitanti censiti

## Comuni limitrofi
Il comune confina con quelli di Saint-Genest e Villebret a nordovest; con Durdat-Larequille a nordest; con Terjat a sudovest; con Marcillat-en-Combraille a sud e con Ronnet a sudest.